# Sophus Torup
Sophus Carl Frederik Torup (ur. 15 sierpnia 1861; zm. 30 listopada 1937) – duński fizjolog.

## Życiorys
Urodził się w Nykøbing w Falster w Danii, jako syn Jacoba Møllera Torupa i Gregerssine Juliane Marie Simonsen. Został mianowany profesorem fizjologii na Uniwersytecie w Oslo w 1889. Wśród jego zainteresowań badawczych były hematologia i żywienie. Zasłużył się jako doradca wypraw polarnych. Wyspa sąsiadująca z Wyspą Karola Aleksandra na Ziemi Franciszka Józefa, nosi imię Torupa. Został odznaczony Kawalerem Pierwszej Klasy Orderu Świętego Olafa w 1900 roku, był Komandorem Orderu Dannebroga.